# Порусь
Порусь — река в России, протекает в Псковской и Новгородской областях.
Река вытекает из озера Русское, находящегося на территории Полистовского заповедника в Бежаницком районе Псковской области. После пересечения границы Новгородской области река протекает по территории Рдейского заповедника. Устье реки находится в Поддорском районе Новгородской области в 135 км по правому берегу реки Порусья у деревни Иванцево Поддорского сельского поселения. Длина реки составляет 22 км. Река протекает через болота и русло многократно пропадает в болотах. В районе устья у реки много рукавов естественного и искусственного происхождения.

## Данные водного реестра
По данным государственного водного реестра России относится к Балтийскому бассейновому округу, водохозяйственный участок реки — Ловать и Пола, речной подбассейн реки — Волхов. Относится к речному бассейну реки Нева (включая бассейны рек Онежского и Ладожского озера).
Код объекта в государственном водном реестре — 01040200312102000024084.